# Danny Pugh
Daniel Adam "Danny" Pugh, född 19 oktober 1982 i Cheadle Hulme, Stockport, England, är en engelsk professionell fotbollsspelare och mittfältare som spelar för Port Vale. 
Han köptes till Leeds United från Stoke City under transferfönstret i januari 2012 efter att ha varit på lån i klubben sedan säsongstarten 2011/2012. Han har tidigare spelat för bland annat Preston North End och Manchester United.